# Бертольд Регенсбургский

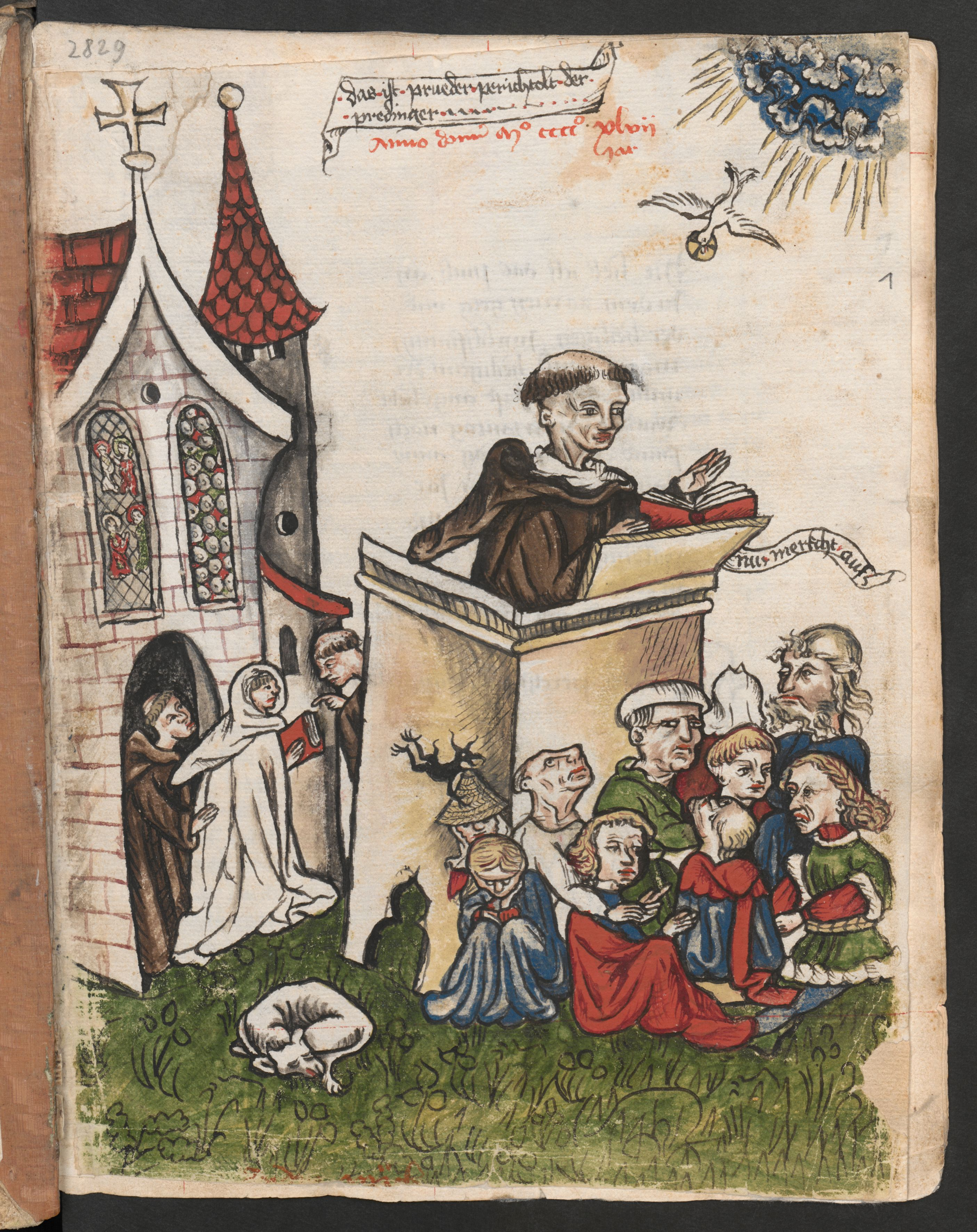
Бертольд Регенсбургский (Венский манускрипт, 1447)

Бертольд Регенсбургский (нем. Berthold von Regensburg; ок. 1210 года, Регенсбург — 13 декабря 1272, Регенсбург) — немецкий народный проповедник средневековья, чьи проповеди считались лучшими образцами немецкой гомилетики.
Воспитывался во францисканском монастыре под руководством знаменитого Давида Аугсбургского. С 1250 года Бертольд был странствующим проповедником, соратником Давида, и в течение более 20 лет исходил и изъездил вдоль и поперёк всю Германию, Австрию, Богемию, Венгрию и Швейцарию.
Его прах (в драгоценной раке) покоится в Регенсбургском соборе.

## Изданные проповеди
Сохранившиеся проповеди Бертольда Регенсбургского появились в критическом издании немецкого филолога Франца Пфейффера (2 тома, Вена, 1862—1880). В переводе на новый верхненемецкий язык они были изданы Гебелем (Franz Göbel; 3 изд., Регенсбург, 1873; гугл-скан).